# 泥傀儡
泥傀儡，是古代是妖怪故事，记载于《諧鐸》。叙述在柳州府的一个土地庙里,有一尊被称做泥傀儡的塑像,因为当地来一郡守贪污,泥傀儡就将手伸出袖外一尺多。但如果郡守廉洁时,泥傀儡就会将两只手收在袍袖中。故事借助民间宗教观念,以一个故事刻画个贪赎而欲自讳的官吏的形象。

## 流行文化
游戏《造梦西游4》boss也有泥傀儡。